# Pieter Dirk Edel

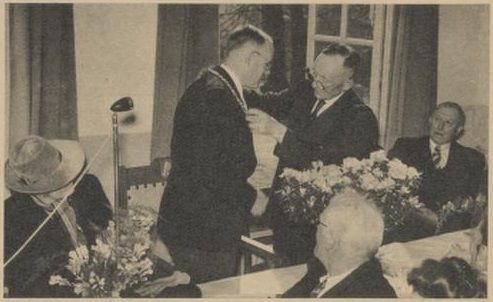
Installatie P.D. Edel als burgemeester van Peize (1949)

Pieter Dirk Edel (Naarden, 22 februari 1913 – 25 oktober 1982) was een Nederlands politicus van de PvdA.
Hij was voor de Tweede Wereldoorlog werkzaam bij de gemeentesecretarie van Naarden. Tijdens de bezettingstijd was hij actief in het verzet maar werd later opgesloten in een Duits concentratiekamp. Na de bevrijding hervatte hij zijn werk bij de gemeente Naarden en in 1947 maakte hij de overstap naar de gemeente Tiel waar hij hoofdcommies en waarnemend gemeentesecretaris was. In april 1949 werd Edel de burgemeester van Peize. Daarnaast was hij in 1952 enkele maanden waarnemend burgemeester van Roden nadat Helwerda daar als burgemeester geschorst was. Midden 1969 werd Edel vanwege gezondheidsproblemen op eigen verzoek ontslag verleend. Hij overleed in 1982 op 69-jarige leeftijd.